# الحياة المقبلة
الحياة المقبلة (بالإنجليزية: The Life Ahead)‏ هو فيلم دراما إيطالي صدر عام 2020 من إخراج إدواردو بونتي وبطولة صوفيا لورين وبابك كريمي.الفيلم مبني على رواية للكاتب رومان جاري.